# Comodo Internet Security
Comodo Internet Security ist eine Sicherheitssoftware von der Comodo Group, die ursprünglich nur digitale Zertifikate vertrieb. Die in dem Softwarepaket enthaltene Personal Firewall schützt sowohl vor Angriffen von außen als auch vor unerwünschten Verbindungen des Rechners mit dem Internet. Dabei verhält sie sich selbst gegenüber komplexen Umgehungsversuchen sehr restriktiv und soll in ihrer Erkennungsrate in wiederholten Tests anderen kommerziellen Personal Firewalls überlegen sein. Der enthaltene Virenscanner erkannte in einem anderen Test 49 von 50 Viren, fiel aber auch auf fast viermal so viele vermeintliche Viren herein, wie ein bekannter Konkurrent, und ist dabei unangenehm gesprächig. Die Vollversion ist kostenpflichtig, die Firewall allein ist kostenlos.

## Eigenschaften und Funktionen
Die Firewall verfügt über einen regelbasierten globalen Netzwerkfilter. Diesem untergeordnet ist ein Anwendungsfilter. Hier werden den internetnutzenden Programmen Rechte oder Verbote zugeordnet (für eingehenden oder ausgehenden Verkehr). Es sind weitere Funktionen vorhanden, wie zum Beispiel eine Programmsubkomponentenüberwachung.
Wenn ein Programm Zugriff auf das Internet anfragt, erscheint ein Popupfenster. Hier kann der Zugriff erlaubt oder verboten und die Auswahl bei Bedarf gespeichert werden. Über die Einstellungen wird festgelegt, ob für jedes Programm nur einmal nachgefragt werden soll oder auch mehrfach, wenn es jeweils auf unterschiedliche IP-Adressen zugreift (oder dazu noch zusätzlich für Zugriffe auf unterschiedliche Ports). Von diesem sogenannten Alarmfrequenzlevel hängt auch die Differenziertheit der Regeln ab, die automatisch durch eine Speicherung der Wahl in den Popups erstellt werden.
Die Software erstellt bei der Installation wahlweise automatisch ein einfaches Regelwerk. Die Firewall (Security-Suite) ist in der Bedienung mit der kostenlosen Version von ZoneAlarm zu vergleichen. Beide Firewalls sind eher für Anwender mit Grundwissen geeignet, die bereits wissen (oder lernen wollen), wie man Regeln in einer Firewall erstellt und auf die Detailliertheit der einstellbaren Regeln größeren Wert legen. Comodo geht in allen Bereichen einen Schritt weiter und lässt sich in jeder einzelnen Funktion sehr präzise anpassen. Partitionen, Ordner, Dateien können für jeden anderen User gesperrt werden. Das Programm lässt sich per Passwort vor Manipulation der Regeln schützen.

## Versionen
| Version       | Veröffentlichung  | Besonderheiten                                                                                                |
| ------------- | ----------------- | --- |
| 2.4           |                   | reine Firewall, deutsche Benutzeroberfläche, nur für Windows 2000 geeignet, Lizenzschlüssel lebenslang gültig |
| 3.0           |                   | zusätzliche Sicherheitsfunktionen (u. a. Überwachung Autostart), differenzierte Rechte                        |
| 3.5           |                   | Firewall ist integrierter Bestandteil des Softwarepakets „Comodo Internet Security“                           |
| 3.9.76924.507 |                   | wieder mehrsprachig (auch deutsch)                                                                            |
| 4.0           | März 2010         | übersichtlichere Benutzeroberfläche, Sandbox                                                                  |
| 5.0           | September 2010    | weiter überarbeitete Benutzeroberfläche                                                                       |
| 5.3           | Dezember 2010     | Anti-Rootkit-Scan, IPv6-Support                                                                               |
| 5.4           | Mai 2011          | kleinere Änderungen                                                                                           |
| 5.8           | Oktober 2011      | kleinere Verbesserungen, neue Oberfläche                                                                      |
| 5.10          | 23.03.2012        | aktuelle Version                                                                                              |
| 6.0           | 19. Dezember 2012 | umfangreiche Korrekturen und Fehlerverbesserungen, neue Oberfläche                                            |
| 7.0           | April 2014        | aktuelle Version                                                                                              |
| 8.0           | 17. November 2014 | automatisches sandboxing, neue Oberfläche                                                                     |
| 10.0          | 21. Dezember 2016 | neue Oberfläche                                                                                               |
| 11.0          | 26. Juni 2018     | Stabilitäts- und Performanceverbesserungen                                                                    |

## Unterstützte Windows-Versionen
- Windows XP
- Windows Server 2003
- Windows Vista (32 bit und 64 bit; ab Version 3 unterstützt)
- Windows 7 (32 bit und 64 bit; ab Version 3 unterstützt)
- Windows 8
- Windows 10